# Бунешть (Клуж)
Бунешть, Бунешті (рум. Bunești) — село у повіті Клуж в Румунії. Входить до складу комуни Мінтіу-Герлій.
Село розташоване на відстані 338 км на північний захід від Бухареста, 38 км на північний схід від Клуж-Напоки.

## Населення
За даними перепису населення 2002 року у селі проживали 911 осіб. Рідною мовою 909 осіб (99,8%) назвали румунську.
Національний склад населення села:
| Національність | Кількість осіб | Відсоток |
| -------------- | -------------- | -------- |
| румуни         | 853            | 93,6%    |
| цигани         | 56             | 6,1%     |